# Any Time at All
Any Time at All (englisch für: Jederzeit) ist ein Lied der britischen Band The Beatles, das 1964 auf ihrem dritten Album A Hard Day’s Night veröffentlicht wurde. Komponiert wurde es von John Lennon und Paul McCartney und unter der Autorenangabe Lennon/McCartney veröffentlicht.

## Hintergrund
Any Time at All basiert hauptsächlich auf den musikalischen Ideen von John Lennon. Das Lied wurde nicht für den Film A Hard Day’s Night verwendet, obwohl es sich auf dem gleichnamigen Studioalbum befindet.
Any Time at All wurde nicht in das Liverepertoire der Gruppe im Jahr 1964 aufgenommen.
Am 8. April 1988 wurde der von John Lennon handgeschriebene Text bei Sotheby’s in London für 6000 britische Pfund verkauft.

## Aufnahme
Any Time at All wurde am 2. Juni 1964 in den Londoner Abbey Road Studios (Studio 2) mit dem Produzenten George Martin aufgenommen. Norman Smith war der Toningenieur der Aufnahmen. Die Band nahm insgesamt elf Takes auf, wobei der elfte Take auch für die finale Version verwendet wurde. Am 2. Juni wurden als weitere Lieder Things We Said Today und When I Get Home eingespielt. Die Aufnahmen begannen um 14:30 Uhr mit Any Time at All, da die Band nach sieben Takes nicht zufrieden war, wurden erst einmal die beiden anderen Stücke eingespielt. Zwischen 19 und 22 Uhr wurde dann von den Beatles Any Time at All musikalisch ausgearbeitet und fertiggestellt.
Die Abmischung des Liedes erfolgte am 22. Juni 1964 in Mono und Stereo. Am 22. Juni 1964 wurde ebenfalls eine spezielle Monoabmischung für die USA hergestellt, bei der das Klavier in den Hintergrund gemischt wurde. Eine weitere Monoabmischung, die am 4. Juni erstellt wurde, ist nicht verwendet worden.
Besetzung
- John Lennon: Akustikgitarre, Gesang
- Paul McCartney: Bass, Klavier, Hintergrundgesang
- George Harrison: Leadgitarre
- Ringo Starr: Schlagzeug

## Veröffentlichungen
- Am 9. Juli 1964 erschien in Deutschland das vierte Beatles-Album A Hard Day’s Night, hier hatte es den Titel: Yeah! Yeah! Yeah! A Hard Day’s Night, auf dem Any Time at All enthalten ist. In Großbritannien wurde das Album am 10. Juli 1964 veröffentlicht, dort war es das dritte Beatles-Album.
- In den USA wurde Any Time at All auf dem dortigen fünften Album Something New am 20. Juli 1964 veröffentlicht.
- In Deutschland erschien im Oktober 1964 die EP The Beatles’ Voice, auf der sich Any Time at All befindet.
- In Großbritannien erschien am 6. November 1964 die EP Extracts from the Album A Hard Day’s Night, auf der sich ebenfalls Any Time at All befindet.
- Im Herbst 1964 wurde auf den Philippinen die Single Any Time at All / Tell Me Why veröffentlicht.[1]

## Coverversionen
Folgend eine kleine Auswahl:
- Nils Lofgren – Night Fades Away [2]
- Bryan Adams – Tracks of My Years [3]
- Ali Campbell – Silhouette [4]